# Formosinha
A Formosinha é uma Zona balnear portuguesa localizada às Bandeiras, município da Madalena, ilha do Pico, arquipélago dos Açores.
Esta zona de águas calmas e sem nadador salvador, fica localizada na costa Norte da ilha do Pico. Não é um local de muito movimento facto que traz tranquilidade a quem procura este local para banhos. Tem boas infra-estruturas de apoio e parque de estacionamento.
Nesta localidade é de mencionar um porto de pequenas dimensão, o Porto da Formosinha, principalmente utilizado para fins de pesca e lúdicos.